# Реньюс-Каппагейден
Реньюс-Каппагейден (англ. Renews-Cappahayden) — містечко в Канаді, у провінції Ньюфаундленд і Лабрадор.

## Населення
За даними перепису 2016 року, містечко нараховувало 301 особу, показавши скорочення на 2,9%, порівняно з 2011-м роком. Середня густина населення становила 2,4 осіб/км².
З офіційних мов обидвома одночасно не володів жоден з жителів, тільки англійською — 300.
Працездатне населення становило 54,2% усього населення, рівень безробіття — 18,8% (38,9% серед чоловіків та 0% серед жінок). 90,6% осіб були найманими працівниками, а 9,4% — самозайнятими.

## Клімат
Середня річна температура становить 5,4°C, середня максимальна – 18,5°C, а середня мінімальна – -8,9°C. Середня річна кількість опадів – 1 562 мм.
| Клімат поселення                              | Клімат поселення | Клімат поселення | Клімат поселення | Клімат поселення | Клімат поселення | Клімат поселення | Клімат поселення | Клімат поселення | Клімат поселення | Клімат поселення | Клімат поселення | Клімат поселення | Клімат поселення |
| Показник                                      | Січ.             | Лют.             | Бер.             | Квіт.            | Трав.            | Черв.            | Лип.             | Серп.            | Вер.             | Жовт.            | Лист.            | Груд.            |                  |
| Середній максимум, °C                         | 1,15             | 0,75             | 3,35             | 7,50             | 11,60            | 15,61            | 17,61            | 18,48            | 16,18            | 11,49            | 7,24             | 2,75             |                  |
| Середня температура, °C                       | −3,67            | −4,03            | −1,45            | 2,69             | 6,79             | 10,82            | 14,30            | 15,15            | 12,85            | 8,15             | 3,92             | −0,62            |                  |
| Середній мінімум, °C                          | −8,47            | −8,85            | −6,28            | −2,1             | 2,00             | 6,01             | 10,96            | 11,84            | 9,52             | 4,83             | 0,59             | −3,93            |                  |
| Норма опадів, мм                              | 151              | 127              | 136              | 124              | 112              | 110              | 111              | 111              | 132              | 141              | 157              | 150              |                  |
| Середньомісячна швидкість вітру, м/с          | 8.89             | 7.87             | 7.40             | 6.80             | 6.00             | 5.49             | 5.29             | 5.39             | 6.11             | 7.09             | 7.87             | 8.65             |                  |
| Середньомісячна сонячна радіація, кДж/м²·день | 4174             | 6973             | 10806            | 14061            | 17227            | 19189            | 19241            | 16308            | 12317            | 7469             | 4436             | 3311             |                  |
| --------------------------------------------- | ---------------- | ---------------- | ---------------- | ---------------- | ---------------- | ---------------- | ---------------- | ---------------- | ---------------- | ---------------- | ---------------- | ---------------- | ---------------- |
| Джерело:                                      |                  |                  |                  |                  |                  |                  |                  |                  |                  |                  |                  |                  |                  |